# Tribune-ion
Een tribune-ion is in de scheikunde een ion dat bij een chemische reactie aanwezig is, maar zelf niet deelneemt aan de reactie (het zit zogenaamd op de tribune als toeschouwer). 
Tribune-ionen worden meestal niet vermeld bij chemische reacties. Als dit wel gedaan wordt is het omdat ze bij erop volgende of eraan voorafgaande reacties wel een rol speelden, of omdat ze in belangrijke mate in oplossing aanwezig zijn.

## Voorbeeld
Een illustratief voorbeeld van en tribune-ion is het chloride-ion dat aanwezig is in een oplossing van calcium-, chloride- en carbonaat-ionen. In die oplossing slaat calciumcarbonaat neer, maar blijven de chloride-ionen onveranderd in de oplossing. De chloride-ionen zijn in deze kwestie dus de tribunedeeltjes:
{\displaystyle \mathrm {Ca^{2+}\ +\ CO_{3}^{2-}\ +\ Cl^{-}\ \longrightarrow \ CaCO_{3}\downarrow \ +\ Cl^{-}} }